# Kenna James
Kenna James (Evansville, Indiana; 16 de enero de 1995) es una actriz pornográfica y modelo erótica estadounidense.

## Biografía
Nació en enero de 1995 en Evansville, ciudad del estado de Indiana. Debutó como actriz pornográfica en 2014, a los 19 años de edad. Ha trabajado para productoras como Girlfriends Films, Hard X, X-Art, Digital Playground, New Sensations, Vixen, Reality Kings, Penthouse, Sweet Sinner, Pure Taboo, Deeper, Brazzers o Tushy.
Desde su debut ha estado especializada exclusivamente en realizar películas y escenas de temática lésbica. No sería hasta 2017 cuando rodara su primera escena delante de las cámaras con el actor James Deen.
Fue elegida Penthouse Pet del mes en febrero de 2015 por la revista Penthouse. Al año siguiente, 2016, repetía, pero como Penthouse Pet del año.
Ha rodado más de 1000 películas como actriz.
Algunas películas suyas son A Lesbian Romance, A Soft Touch, Best Of Webyoung Sisters, Fantasy Factory, First Love, Lesbian Massage, Mia Loves Girls, Missing: A Lesbian Crime Story, Paradise City o Stop Fucking My Friends.

## Premios y nominaciones
| Año  | Ceremonia    | Resultado | Premio                                               | Trabajo                                                |
| ---- | ------------ | --------- | ---------------------------------------------------- | ------------------------------------------------------ |
| 2016 | Premios AVN  | Nominada  | Artista lésbica del año                              | —                                                      |
| 2016 | Premios AVN  | Nominada  | Mejor escena de sexo lésbico                         | Mia Loves Girls                                        |
| 2016 | Premios AVN  | Nominada  | Mejor escena de sexo lésbico en grupo                | Girls Kissing Girls 17                                 |
| 2016 | Premios AVN  | Nominada  | Premio fan: Debutante más caliente                   | —                                                      |
| 2016 | Premios XRCO | Nominada  | Mejor artista lésbica                                | —                                                      |
| 2016 | Premios XBIZ | Nominada  | Artista lésbica del año                              | —                                                      |
| 2017 | Premios AVN  | Nominada  | Mejor escena de sexo lésbico                         | First Lesbian Summer                                   |
| 2017 | Premios AVN  | Nominada  | Mejor escena de sexo lésbico en grupo                | Pretty Little Bitches                                  |
| 2017 | Premios XBIZ | Nominada  | Artista lésbica del año                              | —                                                      |
| 2018 | Premios XBIZ | Nominada  | Artista lésbica del año                              | —                                                      |
| 2019 | Premios AVN  | Nominada  | Mejor actriz de reparto                              | The Puppeteer                                          |
| 2019 | Premios AVN  | Nominada  | Mejor escena de sexo lésbico en grupo                | Fantasy Factory: Wastelands                            |
| 2019 | Premios AVN  | Nominada  | Premio fan: Artista femenina favorita                | —                                                      |
| 2019 | Premios XBIZ | Nominada  | Mejor actriz de reparto                              | Love in the Digital Age                                |
| 2019 | Premios XBIZ | Nominada  | Mejor actriz de reparto                              | The Possession of Mrs. Hyde                            |
| 2019 | Premios XBIZ | Nominada  | Mejor escena de sexo en película lésbica             | Classic Porn                                           |
| 2019 | Premios XBIZ | Nominada  | Mejor escena de sexo en película lésbica             | Fantasy Factory: Wastelands                            |
| 2020 | Premios AVN  | Nominada  | Mejor actriz de reparto                              | Teenage Lesbian                                        |
| 2020 | Premios AVN  | Nominada  | Mejor escena de sexo lésbico                         | Confessions of a Sinful Nun 2: The Rise of Sister Mona |
| 2020 | Premios AVN  | Nominada  | Mejor escena de sexo en realidad virtual             | Desert Orgy                                            |
| 2020 | Premios XBIZ | Nominada  | Artista femenina del año                             | —                                                      |
| 2020 | Premios XBIZ | Nominada  | Artista lésbica del año                              | —                                                      |
| 2020 | Premios XBIZ | Nominada  | Mejor actriz en película tabú                        | In Vivo                                                |
| 2020 | Premios XBIZ | Ganadora  | Mejor actriz de reparto                              | Teenage Lesbian                                        |
| 2020 | Premios XBIZ | Ganadora  | Mejor escena de sexo en película lésbica             | Confessions of a Sinful Nun 2: The Rise of Sister Mona |
| 2020 | Premios XBIZ | Nominada  | Mejor escena de sexo en película lésbica             | Girlcore: A Delicate Vice                              |
| 2020 | Premios XBIZ | Nominada  | Mejor escena de sexo en película lésbica             | Teenage Lesbian                                        |
| 2020 | Premios XBIZ | Nominada  | Mejor escena de sexo en película vignette            | Natural Beauties 10                                    |
| 2021 | Premios AVN  | Nominada  | Artista femenina del año                             | —                                                      |
| 2021 | Premios AVN  | Nominada  | Mejor actriz de reparto                              | Pushing Boundaries                                     |
| 2021 | Premios AVN  | Nominada  | Mejor escena de sexo chico/chica                     | Pretty Little Sluts 3                                  |
| 2021 | Premios AVN  | Ganadora  | Mejor escena de sexo en cuarentena                   | Teenage Lesbian: One Year Later                        |
| 2021 | Premios XBIZ | Nominada  | Artista lésbica del año                              | —                                                      |
| 2021 | Premios XBIZ | Nominada  | Mejor escena de sexo en película de temática erótica | Pushing Boundaries                                     |
| 2021 | Premios XBIZ | Nominada  | Mejor escena de sexo en película vignette            | Dance for Me                                           |
| 2022 | Premios AVN  | Nominada  | Artista femenina del año                             | —                                                      |
| 2022 | Premios AVN  | Ganadora  | Mejor actriz                                         | Under the Veil                                         |
| 2022 | Premios AVN  | Nominada  | Mejor escena de doble penetración                    | Yoga Retreat                                           |
| 2022 | Premios AVN  | Nominada  | Mejor escena escandalosa de sexo                     | Frisky Anal Nymphos                                    |
| 2022 | Premios AVN  | Nominada  | Mejor escena de sexo chico/chica                     | The Red Room                                           |
| 2022 | Premios AVN  | Nominada  | Mejor escena de sexo lésbico en grupo                | Burn So Bright Pt. 2                                   |
| 2022 | Premios AVN  | Nominada  | Mejor escena de trío M-H-M                           | Kink Label                                             |
| 2022 | Premios XBIZ | Ganadora  | Artista lésbica del año                              | —                                                      |
| 2022 | Premios XBIZ | Nominada  | Mejor actuación de reparto                           | Under the Veil                                         |
| 2022 | Premios XBIZ | Nominada  | Mejor escena de sexo en película lésbica             | Written in the Stars                                   |
| 2022 | Premios XBIZ | Nominada  | Mejor escena de sexo en película protagonista        | Under the Veil                                         |
| 2023 | Premios AVN  | Nominada  | Artista femenina del año                             | —                                                      |
| 2023 | Premios AVN  | Nominada  | Mejor actriz                                         | Dark Is the Night                                      |
| 2023 | Premios AVN  | Nominada  | Mejor actuación solo / tease                         | Kenna’s Red Hot DP!                                    |
| 2023 | Premios AVN  | Nominada  | Mejor escena de doble penetración                    | DP Me 13                                               |
| 2023 | Premios AVN  | Nominada  | Mejor escena de sexo chico/chica                     | Dream Girl                                             |
| 2023 | Premios AVN  | Nominada  | Mejor escena de sexo en grupo                        | Sex Without Love                                       |
| 2023 | Premios AVN  | Nominada  | Mejor escena de trío M-H-M                           | One Night in Los Angeles                               |
| 2023 | Premios XBIZ | Nominada  | Artista femenina del año                             | —                                                      |
| 2023 | Premios XBIZ | Nominada  | Artista lésbica del año                              | —                                                      |
| 2023 | Premios XBIZ | Nominada  | Mejor escena de sexo en película gonzo               | DP Me 13                                               |
| 2023 | Premios XBIZ | Nominada  | Mejor escena de sexo en película lésbica             | True Lesbian: Kindred Spirits                          |
| 2023 | Premios XBIZ | Nominada  | Mejor escena de sexo en película protagonista        | The Invitation                                         |
| 2023 | Premios XBIZ | Nominada  | Mejor escena de sexo en película protagonista        | One Night in Los Angeles                               |
| 2023 | Premios XBIZ | Nominada  | Mejor escena de sexo en película protagonista        | Spideypool XXX: An Axel Braun Parody                   |
| 2023 | Premios XBIZ | Nominada  | Mejor escena de sexo en película vignette            | Anal Angels 6                                          |
| 2023 | Premios XBIZ | Nominada  | Mejor escena de sexo en película vignette            | Poetics for Tramps                                     |
| 2023 | Premios XBIZ | Nominada  | Mejor escena de sexo en realidad virtual             | Duplicity                                              |
| 2024 | Premios AVN  | Nominada  | Mejor escena de sexo chico/chica                     | Reckless Episode 3                                     |
| 2024 | Premios AVN  | Nominada  | Mejor escena de sexo lésbico en grupo                | Double Love                                            |
| 2024 | Premios XBIZ | Nominada  | Artista lésbica del año                              | —                                                      |
| 2024 | Premios XBIZ | Nominada  | Mejor escena de sexo en película protagonista        | Behind the Scenes                                      |
| 2024 | Premios XBIZ | Nominada  | Mejor escena de sexo en película protagonista        | More                                                   |
| 2024 | Premios XBIZ | Nominada  | Mejor escena de sexo transexual                      | Cupid's Arrows                                         |
| 2025 | Premios AVN  | Nominada  | Mejor actriz en mediometraje                         | Who Rescued Who? IV                                    |
| 2025 | Premios AVN  | Nominada  | Mejor escena de sexo en grupo                        | Climax 4                                               |
| 2025 | Premios AVN  | Nominada  | Mejor escena de sexo lésbico en grupo                | If You Love Me...                                      |
| 2025 | Premios XMA  | Nominada  | Artista lésbica del año                              | —                                                      |
| 2025 | Premios XMA  | Nominada  | Mejor escena de sexo en orgía o grupal               | Climax 4                                               |
| 2025 | Premios XMA  | Nominada  | Mejor escena de sexo en película gonzo               | Penis Piñata Party Sneaky Lookalike Threesome          |